# 鉄砲水

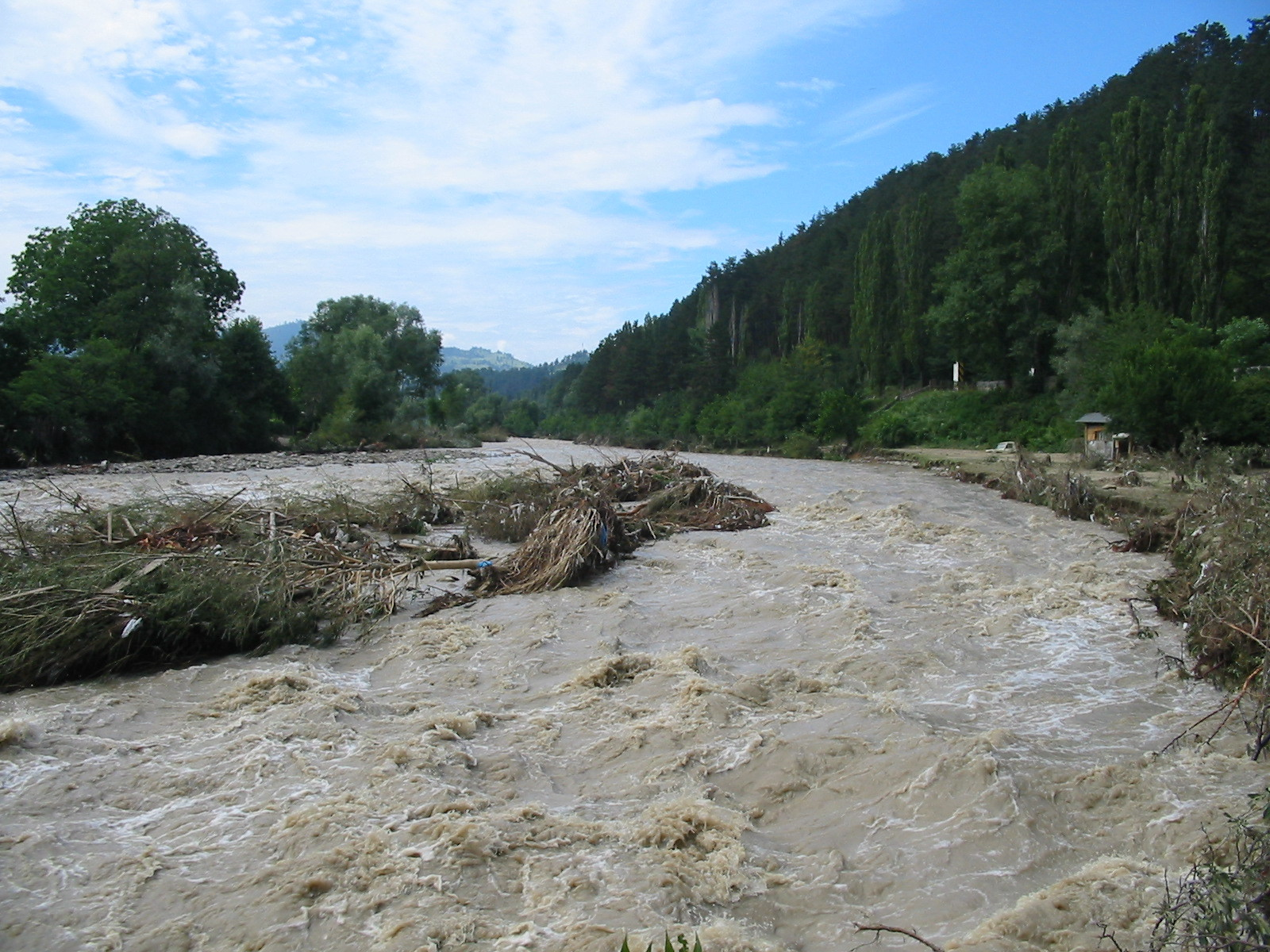
鉄砲水

鉄砲水（てっぽうみず、英語: flash flood）とは、山地や中山間地の小流域などで発生する急激な出水や増水で、土石流と洪水の中間に位置するような現象である。丘陵地流域で発生することもある。ただし、日本語の鉄砲水は学術用語ではなく特定の地域で限定的に使用されていたものが1960年頃までに一般用語化したものと考えられている。

## 概念

### 語義
日本語の鉄砲水の語源は一説によると林業で伐木を運ぶための「鉄砲堰」や「鉄砲流し」といわれている。
日本の災害報道では1960年頃から山津波と同義語として使用されていたが、1975年頃からは土石流が使用されるようになり山津波や鉄砲水も同義語として使用されるようになった。その後、1991年の雲仙普賢岳の土石流災害で土石流が広く認知されるようになったことから土石流に対して用いられることは少なくなった。鉄砲水と土石流は土砂濃度の違いにより捉えられ、特に1990年代からは山地・中山間地の河川等での突然の出水・増水の意味で用いられてきている。

### フラッシュフラッド
英語のフラッシュフラッドも用いられる。フラッシュフラッド（鉄砲水）は洪水（flood）と土石流（debris flow）の中間の遷移領域の現象として位置づけられる。
1. 河川の源流部での短時間の豪雨などによる直接的な流出現象[1][2]
鉄砲水の多くは上流で短時間の豪雨が発生して急激な増水となり発生する[1][2]。
2. 河道閉塞が形成され、それが決壊して発生する貯留を伴う流出現象[1][2]
豪雨による河岸の崩壊などによる河道閉塞の形成と決壊、ため池などの貯留施設の決壊によっても発生する[1][2]。
3. 河道狭窄部または河道閉塞などの流下断面の阻害による増水・氾濫[1][2]

## 対策
鉄砲水に対する有効な安全対策は水位警報装置の設置など上流の水位の変化のいち早い察知である。